# 于泽民
于泽民（1932年—），河北遵化人，中国人民解放军将领、中国人民解放军空军中将。
1990年，授予中国人民解放军空军中将，曾任空军参谋长。